# Alain Gibert
Pour les articles homonymes, voir Gibert.
Alain Gibert est un tromboniste de jazz, né le 1er février 1947 à Langogne (Lozère), et mort le 23 juin 2013 à Clermont-Ferrand. Il est surtout connu pour son implication dans l'ARFI fondé en 1977, ainsi que sa participation à des albums de Louis Sclavis.

## Biographie
Alain Gibert est né dans une famille d'agriculteurs du canton de Pradelles en Haute-Loire. Il étudie les mathématiques et devient enseignant, avant d'apprendre la guitare et le jazz en autodidacte. En 1975, il apprend le trombone, qui devient son instrument principal. Alain Gibert est un des membres fondateurs de l'ARFI en 1977 à Lyon, et s'investit en particulier dans le big band La Marmite Infernale, ainsi que dans le Marvelous Band.
Il travaille également avec Steve Waring sur l'écriture de chansons pour enfants. Attaché à l'Auvergne et à la musique traditionnelle, il collabore avec André Ricros pour l'album Le partage des eaux, obtient avec lui un grand prix du disque de la Musique de l'Académie Charles-Cros pour le livre-album Chansons à dormir couché en 2004, et participe à la création de la compagnie l'Auvergne imaginée.
Au sein de l'ARFI, il joue au sein du trio Apollo avec Jean-Paul Autin et Jean-Luc Cappozzo, et du duo Kif-Kif avec son fils, le clarinettiste Clément Gibert.
Il meurt le 23 juin 2013 au CHU de Clermont-Ferrand, près de son domicile auvergnat de Montmorin. Un hommage lui est rendu par le ministre de la culture Aurélie Filippetti. Le pianiste François Raulin lui rend hommage dans une lettre d'adieu, le décrivant comme « un grand compositeur, un subtil mélodiste et un savant harmoniste ».

## Discographie sélective
Avec le label ARFI
- Marmite infernale : 
  - Gloire à no héros (1990)
  - Boum ! (1997)
  - Au charbon (2001)
  - Sing for Freedom  (2004)
  - envoyez la suite (2007)
  - "Le cauchemar d'Hector" (2012)
- Kif kif : 
  - les deux moitiés de la pomme (2004)
  - la descendance de l’homme (2010)
- Bomonstre & Boris Jollivet, Lionel Marchetti, Joël Bastard :O Saisons… O Trombones (Arfi, 2010)
- Trio Apollo :
  - l’âge du cuivre
  - Cap inédit (1999)
  - Adieu les filles (2007)
- Le Marvelous Band (Arfi)

Avec d'autres labels
- opéra Le roi Démonté et Pticado (Auvidis collection zéro de conduite)
- L’Auvergne imaginée : 
  - Le partage des eaux
  - Chariot d’or, (label Silex/Auvidis, 1995, avec Louis Sclavis, Jean-Louis Matinier, Bruno Chevillon)
- Contes du hasard Domestique et chansons à dormir couché (Modal).
- L’âge de l’air et Du vent dans les dentelles  (label AMTA)
- Ici l’Auvergne (nord-sud 1116)
- Le partage des airs: la fille perdue (modal)
- Chansons à dormir couché, grand prix de l’académie Charles Cros (modal)
- Alain Gibert & André Ricros : Jean de la Grive (Universal, 2009)